# 迪瑪爾·史華特
迪瑪爾·史華特（Demar Stewart，1984年12月15日—）一般称作迪瑪爾， 生于牙買加，牙買加职业足球运动员，现效力于中國超級足球聯賽球会成都謝菲聯。